# Gears of War (computerspelserie)
Gears of War is een third-person shooter-computerspelserie ontwikkeld door Epic Games.

## Spellen
Het eerste spel in de serie, Gears of War, kwam uit op 7 november 2006 voor de Xbox 360. Het spel richt zich op protagonist Marcus Fenix, een soldaat die een laatste poging moet doen om de Locust Horde te vernietigen en de mensheid te redden.
De daaropvolgende delen Gears of War 2 en Gears of War 3 vervolgen de strijd tegen de Locust Horde en de Lambent strijdmacht. In 2013 kwam Gears of War: Judgment uit, een prequel die zich afspeelt voor het eerste deel.
Op 11 oktober 2016 kwam Gears of War 4 uit. Het spel speelt zich 25 jaar na Gears of War 3 af, en volgt het verhaal van Marcus Fenix' zoon.
Gears Pop! is een spin-off voor mobiele systemen en verscheen in augustus 2019.
Deel vijf verscheen op 10 september 2019. De titel werd vereenvoudigd tot Gears 5, deels omdat veel gamers de serie al afkortten tot Gears.

## Spellen in de reeks
Tot nog toe zijn er zes hoofddelen verschenen en een spin-off.

### Hoofddelen
- Gears of War (2006)
- Gears of War 2 (2008)
- Gears of War 3 (2011)
- Gears of War: Judgment (2013)
- Gears of War 4 (2016)
- Gears 5 (2019)

### Spin-offs
- Gears Pop! (2019)
- Gears Tactics (2020)

## Muziek
De computerspelmuziek in de serie is door verschillende componisten geschreven. Kevin Riepl schreef voor Gears of War, Steve Jablonsky voor Gears of War 2, 3 en Judgment, en Ramin Djawadi componeerde voor Gears of War 4 en Gears 5.

## Rechten
Begin 2014 werd bekend dat Microsoft de rechten van de Gears of War-serie heeft overgenomen van Epic Games.

## Ontvangst
De Gears of War-spellen zijn positief ontvangen en hebben hoge scores gekregen. Begin 2014 maakte Microsoft bekend dat spellen in de serie ruim 22 miljoen keer zijn verkocht.